# Arthur-Xavier Ducellier

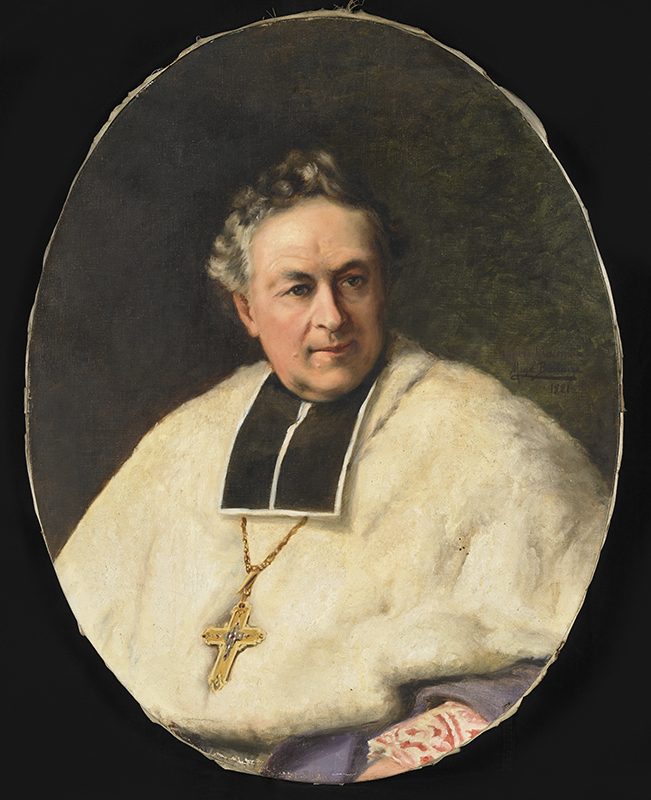
Arthur-Xavier Ducellier

Arthur-Xavier Ducellier (* 1. September 1832 in Soliers, Département Calvados; † 29. Juni 1893 in Besançon) war ein französischer Bischof des 19. Jahrhunderts.

## Leben
Arthur-Xavier Ducellier wurde schon als Seminarist von Bischof Didiot von Bayeux als Sekretär verwendet und nach der Priesterweihe dessen Generalsekretär. Seit 1864 Ehrendomherr und 1866 Kapitularvikar, leitete er nach Didiots Tod die Diözese bis zur Inthronisierung Mgr. Hugonins 1867, dem er zehn Jahre als Generalvikar zur Seite stand. Per Dekret vom 8. Juni 1878 zum Bischof von Bayonne ernannt, wurde er am 15. Juli präkonisiert und am 24. September von Mgr. Hugonin in Bayeux geweiht. In dieser Funktion legte er den Grundstein für das „Kolleg der Unbefleckten Empfängnis“ in Pau.
1887 zum Erzbischof von Besançon befördert und am 25. August d. J. feierlich installiert, zeigte er sich auch dort als emsiger Verwalter. Im Sinne des Soziologen Le Play führte er die Beschäftigung mit der sozialen Frage am Großen Seminar und in den Kirchenkonferenzen ein und verfasste zwischen 1890 und 1892 mehrere Hirtenbriefe dazu.
Mgr. Ducellier starb am 29. Juni 1893; die Leichenpredigt hielt der Bischof von Coutances, Abel-Anastase Germain.